# Боротьба на літніх Олімпійських іграх 2012 — кваліфікація
У цій статті представлені подробиці кваліфікаційного відбору на змагання з боротьби на літніх Олімпійських іграх 2012.
У змаганнях з боротьби на Іграх 2012 року взяли участь 344 спортсмени. Кожній країні, що збірна якої брала участь у змаганнях, дозволялося заявляти максимум 18 учасників (по 7 у кожній ваговій категорії з вільної і греко-римської боротьби і 4 в жіночій).
3 місця були зарезервовані для Великої Британії як господарки змагань, але Велика Британія вирішила використати лише одне з них, а ще 3 місця для запрошень виділила Тристороння комісія. Решта 338 місць були розподілені через кваліфікаційний процес, у якому спортсмени виграли квотні місця для своїх країн.

## Перебіг кваліфікації
| Змагання                                          | Дати                       | Місце                |
| ------------------------------------------------- | -------------------------- | -------------------- |
| Чемпіонат світу 2011                              | 12–18 вересня 2011         | Стамбул, Туреччина   |
| Африканський та Океанський кваліфікаційний турнір | 16–18 березня 2012         | Маракеш, Марокко     |
| Панамериканський кваліфікаційний турнір           | 23–25 березня 2012         | Кіссіммі, США        |
| Азійський кваліфікаційний турнір                  | 30 березня — 1 квітня 2012 | Астана, Казахстан    |
| Європейський кваліфікаційний турнір               | 20–22 квітня 2012          | Софія, Болгарія      |
| 1-й світовий кваліфікаційний турнір               | 27–29 квітня 2012          | Тайюань, Китай       |
| 2-й світовий кваліфікаційний турнір               | 4–6 травня, 2012           | Гельсінкі, Фінляндія |

## Підсумки кваліфікації
| НОК                              | вільна боротьба | вільна боротьба | вільна боротьба | вільна боротьба | вільна боротьба | вільна боротьба | вільна боротьба | греко-римська боротьба | греко-римська боротьба | греко-римська боротьба | греко-римська боротьба | греко-римська боротьба | греко-римська боротьба | греко-римська боротьба | жіноча боротьба | жіноча боротьба | жіноча боротьба | жіноча боротьба | Всього |
| НОК                              | 55              | 60              | 66              | 74              | 84              | 96              | 120             | 55                     | 60                     | 66                     | 74                     | 84                     | 96                     | 120                    | 48              | 55              | 63              | 72              | Всього |
| -------------------------------- | --------------- | --------------- | --------------- | --------------- | --------------- | --------------- | --------------- | ---------------------- | ---------------------- | ---------------------- | ---------------------- | ---------------------- | ---------------------- | ---------------------- | --------------- | --------------- | --------------- | --------------- | ------ |
| Алжир                            |                 |                 |                 |                 | X               |                 |                 |                        | X                      | X                      |                        |                        |                        |                        |                 |                 |                 |                 | 3      |
| Американське Самоа               |                 |                 |                 |                 |                 | X               |                 |                        |                        |                        |                        |                        |                        |                        |                 |                 |                 |                 | 1      |
| Аргентина                        |                 |                 |                 |                 |                 |                 |                 |                        |                        |                        |                        |                        |                        |                        | X               |                 |                 |                 | 1      |
| Вірменія                         | X               |                 | X               |                 | X               |                 |                 |                        |                        | X                      | X                      |                        | X                      | X                      |                 |                 |                 |                 | 7      |
| Австралія                        |                 | X               |                 |                 |                 |                 |                 |                        |                        |                        |                        |                        |                        |                        |                 |                 |                 |                 | 1      |
| Австрія                          |                 |                 |                 |                 |                 |                 |                 |                        |                        |                        |                        | X                      |                        |                        |                 |                 |                 |                 | 1      |
| Азербайджан                      |                 | X               | X               | X               | X               | X               | X               | X                      | X                      |                        | X                      | X                      | X                      |                        | X               | X               |                 |                 | 13     |
| Білорусь                         |                 |                 | X               |                 | X               | X               | X               | X                      |                        |                        | X                      | X                      | X                      | X                      | X               |                 |                 | X               | 11     |
| Бразилія                         |                 |                 |                 |                 |                 |                 |                 |                        |                        |                        |                        |                        |                        |                        |                 | X               |                 |                 | 1      |
| Болгарія                         | X               | X               | X               | X               |                 |                 |                 | X                      | X                      |                        |                        | X                      | X                      |                        |                 |                 |                 | X               | 9      |
| Камерун                          |                 |                 |                 |                 |                 |                 |                 |                        |                        |                        |                        |                        |                        |                        |                 |                 |                 | X               | 1      |
| Канада                           | X               |                 | X               | X               |                 | X               | X               |                        |                        |                        |                        |                        |                        |                        | X               | X               | X               | X               | 9      |
| Центральноафриканська Республіка |                 |                 |                 |                 |                 |                 |                 |                        |                        |                        |                        |                        |                        |                        |                 |                 | X               |                 | 1      |
| Чилі                             |                 |                 |                 |                 |                 |                 |                 |                        |                        |                        |                        |                        |                        | X                      |                 |                 |                 |                 | 1      |
| Китай                            |                 |                 |                 | X               |                 |                 | X               | X                      | X                      |                        |                        |                        |                        | X                      | X               |                 | X               | X               | 8      |
| Колумбія                         |                 |                 |                 |                 |                 |                 |                 |                        |                        |                        |                        |                        |                        |                        | X               | X               |                 | X               | 3      |
| Хорватія                         |                 |                 |                 |                 |                 |                 |                 |                        |                        |                        | X                      | X                      |                        |                        |                 |                 |                 |                 | 2      |
| Куба                             |                 | X               | X               |                 | X               | X               |                 | X                      | X                      | X                      | X                      | X                      | X                      | X                      |                 |                 | X               |                 | 12     |
| Чехія                            |                 |                 |                 |                 |                 |                 |                 |                        |                        |                        |                        |                        | X                      |                        |                 |                 |                 |                 | 1      |
| Данія                            |                 |                 |                 |                 |                 |                 |                 | X                      |                        |                        | X                      |                        |                        |                        |                 |                 |                 |                 | 2      |
| Еквадор                          |                 |                 |                 |                 |                 |                 |                 |                        |                        | X                      |                        |                        |                        |                        |                 | X               |                 |                 | 2      |
| Єгипет                           | X               | X               | X               |                 |                 | X               | X               | X                      | X                      | X                      | X                      | X                      | X                      | X                      |                 | X               |                 |                 | 13     |
| Естонія                          |                 |                 |                 |                 |                 |                 |                 |                        |                        |                        |                        |                        | X                      | X                      |                 |                 |                 |                 | 2      |
| Федеративні Штати Мікронезії     |                 |                 |                 |                 |                 |                 |                 |                        |                        |                        |                        | X                      |                        |                        |                 |                 |                 |                 | 1      |
| Фінляндія                        |                 |                 |                 |                 |                 |                 |                 |                        | X                      |                        |                        | X                      |                        |                        |                 |                 |                 |                 | 2      |
| Франція                          |                 | X               |                 |                 |                 |                 |                 |                        | X                      | X                      | X                      | X                      |                        |                        |                 |                 |                 | X               | 6      |
| Грузія                           | X               | X               | X               | X               | X               | X               | X               |                        | X                      | X                      | X                      | X                      | X                      | X                      |                 |                 |                 |                 | 13     |
| Німеччина                        |                 | X               |                 |                 |                 |                 | X               |                        |                        | X                      |                        |                        |                        |                        | X               |                 |                 |                 | 4      |
| Велика Британія                  |                 |                 |                 |                 |                 |                 |                 |                        |                        |                        |                        |                        |                        |                        |                 | X               |                 |                 | 1      |
| Греція                           |                 |                 |                 | X               |                 |                 |                 |                        |                        |                        |                        |                        |                        |                        |                 | X               |                 |                 | 2      |
| Гуам                             |                 |                 |                 |                 |                 |                 |                 |                        |                        |                        |                        |                        |                        |                        |                 |                 | X               |                 | 1      |
| Гвінея-Бісау                     |                 |                 |                 | X               |                 |                 |                 |                        |                        |                        |                        |                        |                        |                        |                 |                 | X               |                 | 2      |
| Гондурас                         | X               |                 |                 |                 |                 |                 |                 |                        |                        |                        |                        |                        |                        |                        |                 |                 |                 |                 | 1      |
| Угорщина                         |                 |                 |                 | X               |                 |                 | X               | X                      |                        | X                      | X                      |                        |                        | X                      |                 |                 | X               |                 | 7      |
| Індія                            | X               | X               | X               | X               |                 |                 |                 |                        |                        |                        |                        |                        |                        |                        |                 | X               |                 |                 | 5      |
| Іран                             | X               | X               | X               | X               | X               | X               | X               | X                      | X                      | X                      |                        | X                      | X                      | X                      |                 |                 |                 |                 | 13     |
| Ірак                             |                 |                 |                 |                 |                 |                 |                 |                        |                        |                        |                        |                        |                        | X                      |                 |                 |                 |                 | 1      |
| Італія                           |                 |                 |                 |                 |                 |                 |                 |                        |                        |                        |                        |                        | X                      |                        |                 |                 |                 |                 | 1      |
| Кот-д'Івуар                      |                 |                 |                 |                 |                 |                 |                 |                        |                        |                        |                        |                        |                        |                        | X               |                 |                 |                 | 1      |
| Японія                           | X               | X               | X               | X               |                 | X               |                 | X                      | X                      | X                      |                        |                        | X                      |                        | X               | X               | X               | X               | 13     |
| Казахстан                        | X               | X               | X               | X               | X               | X               | X               |                        | X                      | X                      | X                      | X                      |                        | X                      | X               |                 | X               | X               | 15     |
| Киргизстан                       |                 |                 |                 |                 |                 | X               |                 | X                      |                        |                        | X                      |                        |                        |                        |                 |                 | X               |                 | 4      |
| Латвія                           |                 |                 |                 |                 | X               |                 |                 |                        |                        |                        |                        |                        |                        |                        |                 |                 | X               |                 | 2      |
| Литва                            |                 |                 |                 |                 |                 |                 |                 |                        |                        | X                      | X                      |                        |                        |                        |                 |                 |                 |                 | 2      |
| Мадагаскар                       |                 |                 |                 |                 |                 |                 |                 |                        |                        |                        |                        |                        |                        |                        |                 |                 |                 | X               | 1      |
| Мексика                          |                 | X               |                 |                 |                 |                 | X               |                        |                        |                        |                        |                        |                        |                        |                 |                 |                 |                 | 2      |
| Молдова                          |                 |                 |                 |                 |                 | X               |                 |                        |                        |                        |                        |                        |                        |                        |                 |                 |                 | X               | 2      |
| Монголія                         | X               |                 |                 | X               | X               |                 | X               |                        |                        |                        |                        |                        |                        |                        | X               | X               | X               | X               | 8      |
| Марокко                          |                 |                 |                 |                 |                 |                 |                 | X                      |                        |                        |                        |                        | X                      |                        |                 |                 |                 |                 | 2      |
| Намібія                          | X               |                 |                 |                 |                 |                 |                 |                        |                        |                        |                        |                        |                        |                        |                 |                 |                 |                 | 1      |
| Нігерія                          |                 |                 |                 |                 | X               | X               |                 |                        |                        |                        |                        |                        |                        |                        |                 |                 | X               | X               | 4      |
| КНДР                             | X               | X               |                 |                 |                 |                 |                 | X                      |                        |                        |                        |                        |                        |                        |                 | X               | X               |                 | 5      |
| Норвегія                         |                 |                 |                 |                 |                 |                 |                 |                        | X                      |                        |                        |                        |                        |                        |                 |                 |                 |                 | 1      |
| Польща                           |                 |                 |                 |                 |                 |                 |                 |                        |                        |                        |                        | X                      |                        | X                      | X               |                 | X               |                 | 4      |
| Пуерто-Рико                      |                 | X               |                 | X               | X               |                 |                 |                        |                        |                        |                        |                        |                        |                        |                 |                 |                 |                 | 3      |
| Румунія                          |                 |                 |                 |                 |                 |                 | X               |                        |                        |                        |                        |                        | X                      |                        |                 |                 |                 |                 | 2      |
| Росія                            | X               | X               | X               | X               | X               | X               | X               | X                      | X                      |                        | X                      | X                      | X                      | X                      |                 | X               | X               | X               | 16     |
| Сенегал                          |                 |                 |                 |                 |                 |                 | X               |                        |                        |                        |                        |                        |                        |                        | X               |                 |                 |                 | 2      |
| Сербія                           |                 |                 |                 |                 |                 |                 |                 |                        |                        | X                      |                        |                        |                        |                        |                 |                 |                 |                 | 1      |
| Південна Корея                   | X               | X               |                 |                 |                 |                 |                 | X                      | X                      | X                      | X                      | X                      |                        |                        | X               | X               |                 |                 | 9      |
| Іспанія                          |                 |                 |                 |                 |                 |                 |                 |                        |                        |                        |                        |                        |                        |                        |                 |                 |                 | X               | 1      |
| Швеція                           |                 |                 |                 |                 |                 |                 |                 |                        |                        |                        | X                      |                        | X                      | X                      |                 | X               | X               | X               | 6      |
| Швейцарія                        |                 |                 |                 |                 |                 |                 |                 |                        |                        | X                      |                        |                        |                        |                        |                 |                 |                 |                 | 1      |
| Таджикистан                      | X               |                 | X               |                 | X               | X               |                 |                        |                        |                        |                        |                        |                        |                        |                 |                 |                 |                 | 4      |
| Туніс                            |                 |                 | X               | X               |                 |                 |                 |                        |                        |                        | X                      | X                      | X                      | X                      | X               | X               |                 |                 | 8      |
| Туреччина                        | X               |                 | X               |                 | X               | X               | X               | X                      | X                      | X                      | X                      | X                      | X                      | X                      |                 |                 | X               |                 | 13     |
| Україна                          |                 | X               | X               |                 | X               | X               | X               | X                      | X                      |                        |                        | X                      |                        | X                      | X               | X               | X               | X               | 13     |
| США                              | X               | X               | X               | X               | X               | X               | X               | X                      | X                      | X                      | X                      | X                      |                        | X                      | X               | X               | X               | X               | 17     |
| Узбекистан                       | X               |                 | X               | X               | X               | X               | X               | X                      |                        |                        |                        |                        |                        | X                      |                 |                 |                 |                 | 8      |
| Венесуела                        |                 |                 |                 | X               | X               |                 |                 |                        | X                      | X                      |                        |                        | X                      |                        | X               | X               |                 |                 | 7      |
| В'єтнам                          |                 |                 |                 |                 |                 |                 |                 |                        |                        |                        |                        |                        |                        |                        | X               |                 |                 |                 | 1      |
| Всього: 71 НОК                   | 19              | 19              | 19              | 19              | 19              | 19              | 19              | 19                     | 19                     | 19                     | 19                     | 20                     | 19                     | 20                     | 19              | 19              | 20              | 18              | 344    |

## Вільна боротьба

### 55 кг
| Змагання                                          | Квоти | Спортсмени, що кваліфікувались                                                                                                 |
| ------------------------------------------------- | ----- | --- |
| Чемпіонат світу з боротьби 2011                   | 6     | Віктор Лебедєв (RUS) Радослав Великов (BUL) Даулет Ніязбеков (KAZ) Хассан Рахімі (IRI) Мігран Джабурян (ARM) Нік Сіммонс (USA) |
| Африканський та Океанський кваліфікаційний турнір | 2     | Ібрагім Фарадж (EGY) Сем Шілімела (NAM)                                                                                        |
| Панамериканський кваліфікаційний турнір           | 2     | Давід Тремблей (CAN) Брендон Ескобар (HON)                                                                                     |
| Азійський кваліфікаційний турнір                  | 2     | Аміт Кумар (IND) Сін'їті Юмото (JPN)                                                                                           |
| Європейський кваліфікаційний турнір               | 2     | Владімер Хінчегашвілі (GEO) Ахмет Пекер (TUR)                                                                                  |
| 1-й світовий кваліфікаційний турнір               | 3     | Ян Кьон Іл (PRK) Дільшод Мансуров (UZB) Кім Чин Чхоль (KOR)                                                                    |
| 2-й світовий кваліфікаційний турнір               | 2     | Баяраагійн Наранбаатар (MGL) Микола Ноєв (TJK)                                                                                 |
| Запрошення / Приймаюча країна                     | 0     | — |
| Всього                                            | 19    | |

### 60 кг
| Змагання                                          | Квоти | Спортсмени, що кваліфікувались                                                                                          |
| ------------------------------------------------- | ----- | --- |
| Чемпіонат світу з боротьби 2011                   | 6     | Бесік Кудухов (RUS) Франклін Гомес (PUR) Кен'їті Юмото (JPN) Даурен Жумагазієв (KAZ) Дідьє Пе (FRA) Малхаз Заркуа (GEO) |
| Африканський та Океанський кваліфікаційний турнір | 2     | Гассан Мадані (EGY) Фарзад Тараш (AUS)                                                                                  |
| Панамериканський кваліфікаційний турнір           | 2     | Йовліс Бонне Родрігес (CUB) Гільєрмо Торрес (MEX)                                                                       |
| Азійський кваліфікаційний турнір                  | 2     | Масуд Есмаейльпур (IRI) Йогешвар Дутт (IND)                                                                             |
| Європейський кваліфікаційний турнір               | 2     | Тогрул Асгаров (AZE) Анатолій Гуйдя (BUL)                                                                               |
| 1-й світовий кваліфікаційний турнір               | 3     | Лі Чжон Мен (PRK) Лі Син Чхоль (KOR) Шоун Банч (USA)                                                                    |
| 2-й світовий кваліфікаційний турнір               | 2     | Василь Федоришин (UKR) Тім Шляйхер (GER)                                                                                |
| Запрошення / Приймаюча країна                     | 0     | — |
| Всього                                            | 19    | |

### 66 кг
| Змагання                                          | Квоти | Спортсмени, що кваліфікувались                                                                                            |
| ------------------------------------------------- | ----- | --- |
| Чемпіонат світу з боротьби 2011                   | 6     | Мегді Тагаві (IRI) Тацухіро Йонеміцу (JPN) Джабраїл Гасанов (AZE) Ліван Лопес (CUB) Леонід Базан (BUL) Адам Батиров (RUS) |
| Африканський та Океанський кваліфікаційний турнір | 2     | Абду Омар (EGY) Хайтем Бен Алаєх (TUN)                                                                                    |
| Панамериканський кваліфікаційний турнір           | 2     | Гайслан Гарсія (CAN) Брент Меткалф (USA)                                                                                  |
| Азійський кваліфікаційний турнір                  | 2     | Іхтійор Наврузов (UZB) Акжурек Танатаров (KAZ)                                                                            |
| Європейський кваліфікаційний турнір               | 2     | Алі Шабанов (BLR) Давид Сафарян (ARM)                                                                                     |
| 1-й світовий кваліфікаційний турнір               | 3     | Сушил Кумар (IND) Отар Тушишвілі (GEO) Андрій Квятковський (UKR)                                                          |
| 2-й світовий кваліфікаційний турнір               | 2     | Залімхан Юсупов (TJK) Рамазан Шахін (TUR)                                                                                 |
| Запрошення / Приймаюча країна                     | 0     | — |
| Всього                                            | 19    | |

### 74 кг
| Змагання                                          | Квоти | Спортсмени, що кваліфікувались                                                                                                  |
| ------------------------------------------------- | ----- | --- |
| Чемпіонат світу з боротьби 2011                   | 6     | Джордан Берроуз (USA) Садег Гударзі (IRI) Ашраф Алієв (AZE) Давид Хуцишвілі (GEO) Рікардо Роберті (VEN) Абдулхакім Шапієв (KAZ) |
| Африканський та Океанський кваліфікаційний турнір | 2     | Аугусто Мідана (GBS) Білел Учтаті (TUN)                                                                                         |
| Панамериканський кваліфікаційний турнір           | 2     | Метт Джентрі (CAN) Франциско Солер (PUR)                                                                                        |
| Азійський кваліфікаційний турнір                  | 2     | Рашид Курбанов (UZB) Сосуке Такатані (JPN)                                                                                      |
| Європейський кваліфікаційний турнір               | 2     | Адам Сайтієв (RUS) Кирил Терзієв (BUL)                                                                                          |
| 1-й світовий кваліфікаційний турнір               | 3     | Пуревжавин Онорбат (MGL) Габор Хатош (HUN) Чжан Чоньяо (CHN)                                                                    |
| 2-й світовий кваліфікаційний турнір               | 2     | Нарсінгх Панчам Ядав (IND) Олег Моцалін (GRE)                                                                                   |
| Запрошення / Приймаюча країна                     | 0     | — |
| Всього                                            | 19    | |

### 84 кг
| Змагання                                          | Квоти | Спортсмени, що кваліфікувались |
| ------------------------------------------------- | ----- | --- |
| Чемпіонат світу з боротьби 2011                   | 6     | Шаріф Шаріфов (AZE) Ібрагім Алдатов (UKR) Дато Марсагішвілі (GEO) Альберт Сарітов (RUS) Армандс Звірбуліс (LAT) Кел Сандерсон (USA) |
| Африканський та Океанський кваліфікаційний турнір | 2     | Ендрю Дік (NGR) Мохамед Ріад Луафі (ALG)                                                                                            |
| Панамериканський кваліфікаційний турнір           | 2     | Умберто Аренсібія (CUB) Хайме Еспіналь (PUR)                                                                                        |
| Азійський кваліфікаційний турнір                  | 2     | Есан Лашгарі (IRI) Заурбек Сохієв (UZB)                                                                                             |
| Європейський кваліфікаційний турнір               | 2     | Хаджимурад Нурмагомедов (ARM) Ібрагім Белюкбаші (TUR)                                                                               |
| 1-й світовий кваліфікаційний турнір               | 3     | Хосе Даніель Діас (VEN) Сослан Гатциєв (BLR) Єрмек Байдуашов (KAZ)                                                                  |
| 2-й світовий кваліфікаційний турнір               | 2     | Юсуп Абдусаломов (TJK) Оргодолин Уйтумен (MGL)                                                                                      |
| Запрошення / Приймаюча країна                     | 0     | — |
| Всього                                            | 19    | |

### 96 кг
| Змагання                                          | Квоти | Спортсмени, що кваліфікувались                                                                                         |
| ------------------------------------------------- | ----- | --- |
| Чемпіонат світу з боротьби 2011                   | 6     | Реза Яздані (IRI) Серхат Бальчі (TUR) Руслан Шейхов (BLR) Джейк Ворнер (USA) Сінвіє Болтік (NGR) Таймураз Тігієв (KAZ) |
| Африканський та Океанський кваліфікаційний турнір | 2     | Мостафа Форхат (EGY) Сі Джей Флур (ASA)                                                                                |
| Панамериканський кваліфікаційний турнір           | 2     | Хав'єр Кортіна (CUB) Хетаг Плієв (CAN)                                                                                 |
| Азійський кваліфікаційний турнір                  | 2     | Курбан Курбанов (UZB) Рустам Іскандарі (TJK)                                                                           |
| Європейський кваліфікаційний турнір               | 2     | Абдусалам Гадісов (RUS) Гіоргі Гогшелідзе (GEO)                                                                        |
| 1-й світовий кваліфікаційний турнір               | 3     | Хетаг Газюмов (AZE) Магомед Мусаєв (KGZ) Валерій Андрійцев (UKR)                                                       |
| 2-й світовий кваліфікаційний турнір               | 2     | Микола Чебан (MDA) Такао Ісокава (JPN)                                                                                 |
| Запрошення / Приймаюча країна                     | 0     | — |
| Всього                                            | 19    | |

### 120 кг
| Змагання                                          | Квоти | Спортсмени, що кваліфікувались |
| ------------------------------------------------- | ----- | --- |
| Чемпіонат світу з боротьби 2011                   | 6     | Олексій Шемаров (BLR) Білял Махов (RUS) Джамаладдін Магомедов (AZE) Давид Модзманашвілі (GEO) Жаргалсайхани Чулуунбат (MGL) Тервел Длагнєв (USA) |
| Африканський та Океанський кваліфікаційний турнір | 2     | Ель-Десокі Ісмаїл (EGY) Малал Ндіає (SEN) |
| Панамериканський кваліфікаційний турнір           | 2     | Аржан Буллар (CAN) Хессе Руїз (MEX) |
| Азійський кваліфікаційний турнір                  | 2     | Артур Таймазов (UZB) Марид Муталімов (KAZ) |
| Європейський кваліфікаційний турнір               | 2     | Даніель Лігеті (HUN) Таха Акгюль (TUR) |
| 1-й світовий кваліфікаційний турнір               | 3     | Парвіз Хаді (IRI) Нік Матухін (GER) Лян Лей (CHN)                                                                                                |
| 2-й світовий кваліфікаційний турнір               | 2     | Олександр Хоцянівський (UKR) Рареш Чинтоан (ROU)                                                                                                 |
| Запрошення / Приймаюча країна                     | 0     | — |
| Всього                                            | 19    | |

## Греко-римська боротьба

### 55 кг
| Змагання                                          | Квоти | Спортсмени, що кваліфікувались                                                                                     |
| ------------------------------------------------- | ----- | --- |
| Чемпіонат світу з боротьби 2011                   | 6     | Ровшан Байрамов (AZE) Ельбек Тожієв (BLR) Лі Шуцзинь (CHN) Бекхан Манкієв (RUS) Петер Модош (HUN) Юн Вон Чол (PRK) |
| Африканський та Океанський кваліфікаційний турнір | 2     | Мохамед Абухаліма (EGY) Фуад Фаджарі (MAR)                                                                         |
| Панамериканський кваліфікаційний турнір           | 2     | Хав'єр Думеніго (CUB) Спенсер Манго (USA)                                                                          |
| Азійський кваліфікаційний турнір                  | 2     | Кохей Хасегава (JPN) Гамід Сурян (IRI)                                                                             |
| Європейський кваліфікаційний турнір               | 2     | Хакан Ніблом (DEN) Александар Костадінов (BUL)                                                                     |
| 1-й світовий кваліфікаційний турнір               | 3     | Чхве Гю Джин (KOR) Айхан Каракуш (TUR) Ельмурат Тасмурадов (UZB)                                                   |
| 2-й світовий кваліфікаційний турнір               | 2     | В'югар Рагімов (UKR) Арсен Ералієв (KGZ)                                                                           |
| Запрошення / Приймаюча країна                     | 0     | — |
| Всього                                            | 19    | |

### 60 кг
| Змагання                                          | Квоти | Спортсмени, що кваліфікувались                                                                                          |
| ------------------------------------------------- | ----- | --- |
| Чемпіонат світу з боротьби 2011                   | 6     | Омід Норузі (IRI) Алмат Кебіспаєв (KAZ) Заур Курамагомедов (RUS) Іво Ангелов (BUL) Чон Джі Хьон (KOR) Луїс Лієндо (VEN) |
| Африканський та Океанський кваліфікаційний турнір | 2     | Саєд Абдельмонем (EGY) Тарек Бенаїсса (ALG)                                                                             |
| Панамериканський кваліфікаційний турнір           | 2     | Гансер Меоке (CUB) Елліс Коулмен (USA)                                                                                  |
| Азійський кваліфікаційний турнір                  | 2     | Шен Цзян (CHN) Рютаро Мацумото (JPN)                                                                                    |
| Європейський кваліфікаційний турнір               | 2     | Камран Мамедов (AZE) Матті Кеттунен (FIN)                                                                               |
| 1-й світовий кваліфікаційний турнір               | 3     | Ленур Теміров (UKR) Тарік Бельмадані (FRA) Рахман Біліджі (TUR)                                                         |
| 2-й світовий кваліфікаційний турнір               | 2     | Реваз Лашхі (GEO) Стіг Андре Берге (NOR)                                                                                |
| Запрошення / Приймаюча країна                     | 0     | — |
| Всього                                            | 19    | |

### 66 кг
| Змагання                                          | Квоти | Спортсмени, що кваліфікувались                                                                                         |
| ------------------------------------------------- | ----- | --- |
| Чемпіонат світу з боротьби 2011                   | 6     | Саєд Абдевалі (IRI) Манучар Цхадая (GEO) Кім Хьон У (KOR) Педро Мулленс (CUB) Франк Штеблер (GER) Джастін Лестер (USA) |
| Африканський та Океанський кваліфікаційний турнір | 2     | Мохамед Серір (ALG) Ашраф Ель-Гараблі (EGY)                                                                            |
| Панамериканський кваліфікаційний турнір           | 2     | Вісенте Гуакон (ECU) Вуйлейксіс Рівас (VEN)                                                                            |
| Азійський кваліфікаційний турнір                  | 2     | Дархан Баяхметов (KAZ) Цутому Фудзімура (JPN)                                                                          |
| Європейський кваліфікаційний турнір               | 2     | Стів Гено (FRA) Едгарас Венцкайтіс (LTU)                                                                               |
| 1-й світовий кваліфікаційний турнір               | 3     | Тамаш Лерінц (HUN) Паскаль Штребель (SUI) Александар Максимович (SRB)                                                  |
| 2-й світовий кваліфікаційний турнір               | 2     | Атакан Юксель (TUR) Ованес Вардересян (ARM)                                                                            |
| Запрошення / Приймаюча країна                     | 0     | — |
| Всього                                            | 19    | |

### 74 кг
| Змагання                                          | Квоти | Спортсмени, що кваліфікувались |
| ------------------------------------------------- | ----- | --- |
| Чемпіонат світу з боротьби 2011                   | 6     | Роман Власов (RUS) Сельджук Чебі (TUR) Невен Жугай (CRO) Арсен Джулфалакян (ARM) Роберт Росенгрен (SWE) Асхат Дільмухамедов (KAZ) |
| Африканський та Океанський кваліфікаційний турнір | 2     | Зієд Аєт Ікрам (TUN) Іслам Тольба (EGY)                                                                                           |
| Панамериканський кваліфікаційний турнір           | 2     | Хоргісбель Альварес (CUB) Енді Байсек (USA)                                                                                       |
| Азійський кваліфікаційний турнір                  | 2     | Кім Джин Хьок (KOR) Даніяр Кобонов (KGZ)                                                                                          |
| Європейський кваліфікаційний турнір               | 2     | Зураб Датунашвілі (GEO) Марк Мадсен (DEN)                                                                                         |
| 1-й світовий кваліфікаційний турнір               | 3     | Емін Ахмадов (AZE) Олександр Кікіньов (BLR) Петер Бачі (HUN)                                                                      |
| 2-й світовий кваліфікаційний турнір               | 2     | Александрас Казакевичюс (LTU) Крістоф Гено (FRA)                                                                                  |
| Запрошення / Приймаюча країна                     | 0     | — |
| Всього                                            | 19    | |

### 84 кг
| Змагання                                          | Квоти | Спортсмени, що кваліфікувались                                                                                                |
| ------------------------------------------------- | ----- | --- |
| Чемпіонат світу з боротьби 2011                   | 6     | Алім Селімов (BLR) Дам'ян Яніковський (POL) Назмі Авлуджа (TUR) Рамі Хієтаніємі (FIN) Алан Хугаєв (RUS) Саман Тахмасебі (AZE) |
| Африканський та Океанський кваліфікаційний турнір | 2     | Карам Габер (EGY) Хайкель Ачурі (TUN)                                                                                         |
| Панамериканський кваліфікаційний турнір           | 2     | Пабло Шорі (CUB) Чад Ґейбл (USA)                                                                                              |
| Азійський кваліфікаційний турнір                  | 2     | Даніял Гаджієв (KAZ) Лі Се Йоль (KOR)                                                                                         |
| Європейський кваліфікаційний турнір               | 2     | Василь Рачиба (UKR) Амер Хрустановіч (AUT)                                                                                    |
| 1-й світовий кваліфікаційний турнір               | 3     | Хабіболла Ахлагі (IRI) Ненад Жугай (CRO) Мелонін Ноумонві (FRA)                                                               |
| 2-й світовий кваліфікаційний турнір               | 2     | Христо Маринов (BUL) Володимир Гегешидзе (GEO)                                                                                |
| Запрошення / Приймаюча країна                     | 1     | Кейтані Грем (FSM) |
| Всього                                            | 20    | |

### 96 кг
| Змагання                                          | Квоти | Спортсмени, що кваліфікувались                                                                                                 |
| ------------------------------------------------- | ----- | --- |
| Чемпіонат світу з боротьби 2011                   | 6     | Еліс Гурі (BUL) Джиммі Лідберг (SWE) Рустам Тотров (RUS) Дженк Ільдем (TUR) Могамед Абдельфатах (EGY) Тимофій Дейниченко (BLR) |
| Африканський та Океанський кваліфікаційний турнір | 2     | Гассін Аярі (TUN) Чукрі Атафі (MAR)                                                                                            |
| Панамериканський кваліфікаційний турнір           | 2     | Юніор Естрада (CUB) Ервін Карабальйо (VEN)                                                                                     |
| Азійський кваліфікаційний турнір                  | 2     | Гасем Резаеї (IRI) Норікацу Сайкава (JPN)                                                                                      |
| Європейський кваліфікаційний турнір               | 2     | Артур Алексанян (ARM) Ардо Арусаар (EST)                                                                                       |
| 1-й світовий кваліфікаційний турнір               | 3     | Шалва Гадабадзе (AZE) Дайгоро Тімончіні (ITA) Сосо Джабідзе (GEO)                                                              |
| 2-й світовий кваліфікаційний турнір               | 2     | Алін Алексус-Чіураріу (ROU) Давид Вала (CZE)                                                                                   |
| Запрошення / Приймаюча країна                     | 0     | — |
| Всього                                            | 19    | |

### 120 кг
| Змагання                                          | Квоти | Спортсмени, що кваліфікувались                                                                                                  |
| ------------------------------------------------- | ----- | --- |
| Чемпіонат світу з боротьби 2011                   | 6     | Риза Каяалп (TUR) Міхайн Лопес (CUB) Нурмахан Тиналієв (KAZ) Башир Бабаджанзаде (IRI) Міхай Деак-Бардош (HUN) Лукаш Банак (POL) |
| Африканський та Океанський кваліфікаційний турнір | 2     | Радхуан Чеббі (TUN) Абдельрахман Ель-Трабелі (EGY)                                                                              |
| Панамериканський кваліфікаційний турнір           | 2     | Дремієль Баєрс (USA) Андрес Аюб (CHI)                                                                                           |
| Азійський кваліфікаційний турнір                  | 2     | Лю Делі (CHN) Мумінджон Абдуллаєв (UZB)                                                                                         |
| Європейський кваліфікаційний турнір               | 2     | Юрій Патрикеєв (ARM) Євген Орлов (UKR)                                                                                          |
| 1-й світовий кваліфікаційний турнір               | 3     | Гейкі Набі (EST) Йосип Чугошвілі (BLR) Юган Еурен (SWE)                                                                         |
| 2-й світовий кваліфікаційний турнір               | 2     | Хасан Бароєв (RUS) Гурам Ферселідзе (GEO)                                                                                       |
| Запрошення / Приймаюча країна                     | 1     | Алі Надхім (IRQ) |
| Всього                                            | 20    | |

## Жіноча боротьба

### 48 кг
| Змагання                                          | Квоти | Спортсмени, що кваліфікувались                                                                                       |
| ------------------------------------------------- | ----- | --- |
| Чемпіонат світу з боротьби 2011                   | 6     | Хітомі Обара (JPN) Марія Стадник (AZE) Чжао Шаша (CHN) Жулдиз Ешимова (KAZ) Керол Він (CAN) Кароліна Кастільйо (COL) |
| Африканський та Океанський кваліфікаційний турнір | 2     | Ізабель Самбу (SEN) Марой Мез'єн (TUN)                                                                               |
| Панамериканський кваліфікаційний турнір           | 2     | Кларисса Чун (USA) Патрісія Бермудес (ARG)                                                                           |
| Азійський кваліфікаційний турнір                  | 2     | Кім Хьон Чо (KOR) Нгуєн Тхі Луа (VIE)                                                                                |
| Європейський кваліфікаційний турнір               | 2     | Івона Матковська (POL) Олександра Енгельгардт (GER)                                                                  |
| 1-й світовий кваліфікаційний турнір               | 2     | Даваасухійн Отгонцецег (MGL) Ванесса Колодинська (BLR)                                                               |
| 2-й світовий кваліфікаційний турнір               | 2     | Ірина Мерлені (UKR) Маєліс Каріпа (VEN)                                                                              |
| Запрошення / Приймаюча країна                     | 1     | Танох Беньє (CIV) |
| Всього                                            | 19    | |

### 55 кг
| Змагання                                          | Квоти | Спортсмени, що кваліфікувались                                                                                            |
| ------------------------------------------------- | ----- | --- |
| Чемпіонат світу з боротьби 2011                   | 6     | Саорі Йосіда (JPN) Тоня Вербік (CAN) Тетяна Лазарєва (UKR) Іда-Тереза Нерелл (SWE) Марія Гурова (RUS) Гелен Маруліс (USA) |
| Африканський та Океанський кваліфікаційний турнір | 2     | Марва Амрі (TUN) Рабаб Ейд (EGY)                                                                                          |
| Панамериканський кваліфікаційний турнір           | 2     | Марсія Андрадес (VEN) Ліссетте Антес (ECU)                                                                                |
| Азійський кваліфікаційний турнір                  | 2     | Гіта Фогат (IND) Ум Джи Ин (KOR)                                                                                          |
| Європейський кваліфікаційний турнір               | 2     | Юлія Раткевич (AZE) Марія Преволаракі (GRE)                                                                               |
| 1-й світовий кваліфікаційний турнір               | 2     | Хан Ким Ок (PRK) Сундевіїн Бямбацерен (MGL)                                                                               |
| 2-й світовий кваліфікаційний турнір               | 2     | Жаклін Рентерія (COL) Жойс да Сілва (BRA)                                                                                 |
| Запрошення / Приймаюча країна                     | 1     | Ольга Буткевич (GBR) |
| Всього                                            | 19    | |

### 63 кг
| Змагання                                                             | Квоти | Спортсмени, що кваліфікувались                                                                                              |
| -------------------------------------------------------------------- | ----- | --- |
| Чемпіонат світу з боротьби 2011                                      | 6     | Каорі Ітьо (JPN) Маріанна Шаштін (HUN) Очирбатин Насанбурмаа (MGL) Цзін Жуйсюе (CHN) Кім Ран Мі (PRK) Олена Пирожкова (USA) |
| Африканський та Океанський кваліфікаційний турнір                    | 2     | Жакіра Мендонса (GBS) Блессінг Оборудуду (NGR)                                                                              |
| Панамериканський олімпійський кваліфікаційний турнір з боротьби 2012 | 2     | Мартіна Дюгреньє (CAN) Катерина Відьяукс (CUB)                                                                              |
| Азійський кваліфікаційний турнір                                     | 2     | Олена Шалигіна (KAZ) Айсулуу Тинибекова (KGZ)                                                                               |
| Європейський кваліфікаційний турнір                                  | 2     | Юлія Остапчук (UKR) Любов Волосова (RUS)                                                                                    |
| 1-й світовий кваліфікаційний турнір                                  | 2     | Генна Юганссон (SWE) Еліф Жалі Ешильирмак (TUR)                                                                             |
| 2-й світовий кваліфікаційний турнір                                  | 2     | Моніка Михалик (POL) Анастасія Григор'єва (LAT)                                                                             |
| Запрошення / Приймаюча країна                                        | 2     | Сильвія Детті (CAF) Марія Данн (GUM)                                                                                        |
| Всього                                                               | 20    | |

### 72 кг
| Змагання                                          | Квоти | Спортсмени, що кваліфікувались                                                                                              |
| ------------------------------------------------- | ----- | --- |
| Чемпіонат світу з боротьби 2011                   | 6     | Станка Златева (BUL) Катерина Букіна (RUS) Алі Бернар (USA) Василіса Марзалюк (BLR) Гюзель Манюрова (KAZ) Анабель Алі (CMR) |
| Африканський та Океанський кваліфікаційний турнір | 2     | Амарачі Обіаджунва (NGR) Жозіан Солоніайна (MAD)                                                                            |
| Панамериканський кваліфікаційний турнір           | 2     | Ліа Каллаган (CAN) Ана Талія Бетанкур (COL)                                                                                 |
| Азійський кваліфікаційний турнір                  | 2     | Ван Цзяо (CHN) Кьоко Хамаґуті (JPN)                                                                                         |
| Європейський кваліфікаційний турнір               | 2     | Єнні Франссон (SWE) Катерина Бурмістрова (UKR)                                                                              |
| 1-й світовий кваліфікаційний турнір               | 2     | Очирбатин Бурмаа (MGL) Світлана Саєнко (MDA)                                                                                |
| 2-й світовий кваліфікаційний турнір               | 2     | Майдер Унда (ESP) Синтія Вескан (FRA)                                                                                       |
| Запрошення / Приймаюча країна                     | 0     | — |
| Всього                                            | 18    | |

## Уточнення
1. ↑  Мілігі Ахмед з Єгипту спочатку отримав квоту, але дав позитивний результат на заборонену речовину.[10]
2. ↑  Пізня травма завадила Лян Лею взяти участь в іграх, квота залишилася невикористаною.